# Paul Chaudet
Paul Chaudet (Rivaz, 17 de noviembre de 1904 – Lausana, 7 de agosto de 1977) fue un político suizo, miembro del Partido Radical Democrático (PRD).
Fue Consejero Federal de 1954 a 1966 y Presidente de la Confederación en 1959 y 1962.

## Biografía

### Estudios y carrera
Chaudet era hijo de un viticultor y estudió en la Escuela Cantonal de Agricultura de Lausana (1918-1920). Posteriormente trabajó en los viñedos familiares. En los años 1930 se afilió al Partido Radical.
Entre 1930 y 1937 fue miembro del consejo general de Rivaz, una pequeña localidad del cantón de Vaud situada a orillas del lago Lemán. Se opuso al decreto federal de 1933 sobre el impuesto al vino y organizó la campaña de oposición a dicho impuesto. Fue partidario de la iniciativa popular "Retorno a la democracia directa", impulsada por la Ligue vaudoise, un movimiento tradicionalista de derechas al que permaneció vinculado durante mucho tiempo.
Fue síndico (alcalde) de Rivaz entre 1937 y 1943, y entre 1945 y 1946. Portavoz y representante del sector vitivinícola de Vaud, fue miembro del Gran Consejo del Cantón de Vaud de 1937 a 1942 y del Consejo Nacional entre 1943 y 1954.
En el ejército alcanzó el grado de teniente coronel de infantería.

### Consejero de Estado
En 1946 fue elegido Consejero de Estado del Cantón de Vaud. Dirigió el Departamento de Justicia y Policía hasta 1948, y posteriormente, de 1948 a 1954, fue responsable del Departamento de Agricultura, Industria y Comercio. En 1951 entró en el consejo del Banco Nacional Suizo y en 1954 en su comité.

### Consejero Federal
Fue elegido miembro del Consejo Federal el 16 de diciembre de 1954 y dirigió el Departamento Militar Federal. Ocupó el cargo de Presidente de la Confederación en dos ocasiones (1959 y 1962).
Se implicó activamente en la reforma y modernización del ejército (Ejército 61) y se opuso a dos iniciativas antiatómicas (una pedía su prohibición en el ejército suizo y la otra el derecho del pueblo a decidir sobre su adquisición).
Su paso por el Gobierno se vio ensombrecido por el escándalo de los Mirage, cuyo coste resultó superior al presupuestado. A raíz de las conclusiones de una comisión de investigación parlamentaria presidida por Kurt Furgler y cuyos principales miembros eran Pierre Graber y Rudolf Gnägi, su posición se debilitó y el grupo del PRD decidió no proponerle para el puesto de Vicepresidente del Consejo Federal.
Abandonó el Gobierno el 31 de diciembre de 1966.

### Retiro
Tras su dimisión, trabajó para la organización benéfica Enfants du monde y fue presidente del Banco Popular Suizo desde 1974 hasta su muerte.